# Етуј
Етуј (фр. Etouy) насеље је и општина у североисточној Француској у региону Пикардија, у департману Оаза која припада префектури Клермон.
По подацима из 2011. године у општини је живело 802 становника, а густина насељености је износила 84,16 становника/km². Општина се простире на површини од 9,53 km². Налази се на средњој надморској висини од 90 метара (максималној 124 m, а минималној 66 m).

## Демографија
| 1962. | 1968. | 1975. | 1982. | 1990. | 1999. | 2011. |
| ----- | ----- | ----- | ----- | ----- | ----- | ----- |
| 567   | 624   | 663   | 691   | 814   | 772   | 802   |

График промене броја становника у току последњих година